# قهرمان اوکراین
قهرمان اوکراین (HOU؛ اوکراینی: Герой України, Heroi Ukrainy) بالاترین نشان ملی است که می‌تواند توسط رئیس‌جمهور اوکراین به یک شهروند اعطا شود.
این نشان در سال ۱۹۹۸ توسط رئیس‌جمهور لئونید کوچما ایجاد شد و تا تاریخ ۸ ژوئیهٔ ۲۰۲۳ تعداد کل دریافت‌کنندگان آن برابر با ۷۷۱ نفر بوده است. برخی احکام برای اعطای این نشان تاکنون منتشر نشده‌اند.
این نشان به دو دسته از دریافت‌کنندگان اعطا می‌شود: به غیرنظامیان یا نام نشان دولتی (اوکراینی: Орден Держави) و برای دریافت‌کنندگان نظامی، نشان ستارهٔ طلایی (اوکراینی: Орден «Золота Зірка»).
اولین فرد خارجی که این نشان را دریافت کرد، میخایلو ژیزنفسکی بلاروسی بوده است که این نشان در ژوئن ۲۰۱۷ به او اعطا شد.

## پیشینه
منشأ جایزهٔ «قهرمان اوکراین» را در جایزهٔ قهرمان اتحاد شوروی (بنیان‌گذاری‌شده در ۱۶ آوریل ۱۹۳۴) و جایزهٔ قهرمان کار سوسیالیست (تأسیس ۲۷ دسامبر ۱۹۳۸)، بالاترین نشان‌های موجود در اتحاد جماهیر شوروی، که اوکراین یکی از جمهوری‌های تشکیل‌دهنده آن بود، می‌توان جستجو کرد. بیشتر دریافت‌کنندگان، نشان اول را به خاطر اقدامات نظامی قهرمانانهٔ خود دریافت کردند (به استثناء فضانوردان شوروی)، در حالی که نشان دوم به کسانی اعطا شده بود که به‌دلیل دستاوردهای استثنایی در اقتصاد و فرهنگ ملی شناخته شدند. این جوایز را می‌توان بیش از یک بار به یک فرد اعطا کرد و تنها هیئت رئیسه شورای عالی شوروی می‌تواند پس از اعطای جایزه، دریافت‌کننده را از آن محروم کند. پس از فروپاشی اتحاد جماهیر شوروی در سال ۱۹۹۱، جوایز مشابهی در کشورهای مستقل از جمله اوکراین ایجاد شد.

## ایجاد
عنوان قهرمان اوکراین در ۲۳ اوت ۱۹۹۸ با فرمان شماره ۹۴۴/۹۸ توسط رئیس‌جمهور لئونید کوچما ایجاد شد. این نشان که از نظر ساختاری، مشابه عناوین ایجاد شده توسط اتحاد جماهیر شوروی است، در دو سطح «نشان ستارهٔ طلایی» و «نشان دولتی» اعطا می‌شود. برخلاف جوایز اتحاد جماهیر شوروی، قانون اوکراین این امکان را به هر فرد می‌دهد تا این عنوان را در هر سطح فقط یک بار دریافت کند، اگرچه ممکن است که فرد در زمان مناسب هر دو سطح را دریافت کند. این به این معنی است که اگر دارندهٔ نشان دولتی اقدامی قهرمانانه انجام دهد، می‌توان نشان ستارهٔ طلایی را به او اهدا کرد. به‌عکس، اگر دستاوردهای بزرگ کاری دارنده نشان ستارهٔ طلایی برای کشور ارزشی استثنائی داشته باشد، دریافت‌کننده می‌تواند واجد شرایط دریافت نشان دولتی باشد. هر یک از این سطوح را می‌توان پس از مرگ نیز اعطا کرد، و در صورتی که یک قهرمان مرتکب جرمی جدی شود، تنها رئیس‌جمهور است که می‌تواند نشان را از او بستاند.

## طراحی
به‌منظور تمایز میان عناوین، دو مدال توسط قانون اوکراین ایجاد شد. این دو مدال چندین ویژگی مشترک دارند؛ هر دو مدال از یک روبان به طول ۴۵ میلیمتر (۱٫۸ اینچ) و عرض ۲۸ میلیمتر (۱٫۱ اینچ) استفاده می‌کنند که در طول خود به دو نوار مساوی تقسیم می‌شود: یک نوار آبی در سمت چپ و یک نوار زرد در سمت راست که با رنگ‌های پرچم اوکراین مطابقت دارد. یک دستگاه تعلیق که به مدال متصل است، و هر دو نیز از طلا ساخته شده‌اند، به روبان پیوند داده می‌شود. نام هر یک از سطوح روی یک سوی مدال، و شمارهٔ جایزه نیز در طرف دیگر آن حک شده است.
در زیر نوار نشان ستارهٔ طلایی و بر روی دستگاه تعلیق طلایی حکاکی کوچکی از نیزه سه‌شاخ دیده می‌شود که نشان‌دهندهٔ نشان ملی اوکراین است. این مدال به‌شکل یک ستارهٔ پنج‌پر به عرض ۳۵ میلیمتر (۱٫۴ اینچ) از نوک یک پر تا نوک پری دیگر است که درون تاج گلی از برگ‌های بلوط قرار گرفته است. دو ستارهٔ پنج‌پر کوچک‌تر نیز درون ستارهٔ بزرگ‌تر حک شده‌اند. در مقابل، مدال نشان دولتی دارای نیزهٔ شه‌شاخ شاهزاده ولادیمیر کی‌یف در بالای تاج گلی از برگ‌های بلوط قرار گرفته است. ارتفاع این مدال معادل ۳۵ میلیمتر (۱٫۴ اینچ)، و عرض آن برابر با ۳۶ میلیمتر (۱٫۴ اینچ) است و هیچ طرح یا نماد خاصی بر روی دستگاه تعلیق آن حک نشده است. علاوه بر جایزهٔ رسمی، به دریافت‌کنندگان هر یک از سطوح یک نسخه برای استفاده در انظار عمومی نیز اعطا می‌شود. از هر نسخهٔ متعلق به دارندهٔ مدال تنها یک طرح وجود دارد که از مدال قهرمان اتحاد شوروی الگوبرداری شده و روبان قرمز آن با روبان آبی و زرد جایگزین شده است. نیزهٔ سه‌شاخی که روی نشان اوکراین به‌کار رفته است، در وسط ستاره قرار گرفته است. این مدال از فلزات غیر گرانبها ساخته شده‌است و در سمت چپ لباس دریافت‌کننده و بالاتر از سایر مدال‌های او قرار می‌گیرد.

## آیین‌نامه

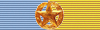
نشان ستاره طلایی اوکراین برای قهرمان اوکراین

رئیس‌جمهور کوچما دو فرمان مختلف برای این نشان صادر کرده است: فرمان ۱۹۹۸ و فرمان جدید در سال ۲۰۰۲. فرمان سال ۲۰۰۲، فرمان سال ۱۹۹۸ را باطل کرد؛ چرا که پس از قانون جوایز دولتی صادر شد و وضعیت این عنوان را در سال ۲۰۰۰ تأیید کرد.
فرمان ۱۹۹۸ حاوی دستورالعمل‌های کلی در مورد این عنوان بود. برخی از موضوعات ذکر شده معیار دریافت هر سطح از عنوان بود که چه کسی می‌تواند عنوان را اعطا کند و اینکه مدال چگونه باید در معرض دید عموم قرار گیرد. در این فرمان این عنوان به شهروندان اوکراینی برای «قهرمانی فردی و دستاوردهای بزرگ کاری» اعطا می‌شود. این فرمان تصریح کرد که فقط رئیس‌جمهور می‌تواند این عنوان را اعطا کند، اگرچه برخی دیگر از نهادهای دولتی اوکراین می‌توانند افرادی را برای اعطای نشان به رئیس‌جمهور پیشنهاد دهند. این فرمان همچنین مزایای ویژه‌ای از جمله افزایش دستمزد، تأمین اجتماعی و مراقبت‌های بهداشتی را که قهرمانان می‌توانستند تا زمان مرگ خود از آن‌ها استفاده کنند و همچنین موضوعات مدال‌های تکراری و نمایش، مالکیت و نگهداری نشان‌ها را شامل می‌شد.
مقررات جدید سال ۲۰۰۲ فقط اندکی با مقررات اصلی متفاوت است. پیرو این فرمان، طرح مدال‌ها تغییری نکرد و فرمان جدید اندازهٔ مدال مینیاتوری یا «نسخهٔ پوشنده» را مشخص نمود. ماده ۴ جزئیات مربوط به مالکیت نشان‌ها و رویه‌های ویژهٔ مدال‌هایی که در موزه‌ها به نمایش گذاشته می‌شوند را بیان می‌کند.

### قاعده به‌کارگیری
این مدال که همزمان با عنوان اعطا می‌شود، همیشه در سمت چپ یک کت تجاری یا کت و شلوار، و بالاتر از سایر مدال‌ها و تزئینات اهدا شده توسط اوکراین الصاق می‌شود. اگر فردی هر دو سطح عنوان را دریافت کرده باشد، مدال نشان ستارهٔ طلایی در سمت راست مدال نشان دولتی قرار می‌گیرد. یک کپی از مدال که از فلزات غیر گرانبها ساخته می‌شود، ممکن است برای استفادهٔ روزانه به قهرمان اعطا شود و در صورت مجاز نبودن استفاده از مدال، می‌تواند با یک نوار روبانی به ابعاد ۱۲ میلیمتر (۰٫۴۷ اینچ) × ۱۸ میلیمتر (۰٫۷۱ اینچ) جایگزین شود. نسخهٔ دیگری از این نشان به نام نشان مینیاتوری نیز در بالای نوارهای روبانی در سمت چپ یونیفرم فرد الصاق می‌شود.

## نحوه اعطا
برای دریافت این عنوان، فرد باید از سوی ورخوونا رادا (پارلمان اوکراین)، کابینه اوکراین (دولت اوکراین)، دادگاه قانون اساسی، دادگاه عالی، دادگاه عالی اقتصادی، دفتر دادستانی کل اوکراین، وزارتخانه‌ها و دیگر مقامات اجرایی مرکزی، شورای عالی و شورای وزیران دولت خودمختار کریمه، اداره‌های دولت شهری یکی از ابلاست‌ها، شهر کی‌یف و سواستوپول و همچنین کمیسیون نشان‌های دولتی و تشریفات نشان‌های خانوادگی ریاست‌جمهوری اوکراین، به رئیس‌جمهور اوکراین معرفی شود.
پس از آن، معرفی‌نامه‌ها به‌همراه بسته‌ای متشکل از جزئیاتی پیرامون اعمال نامزد و توضیحاتی که از طرف خود او ثبت شده است، به‌منظور بررسی برای رئیس‌جمهور ارسال می‌شود. اگر رئیس‌جمهور با این پیشنهاد موافقت کند، حکمی برای اعطای عنوان به فرد صادر می‌کند که شامل دریافت مدال، نشان مینیاتوری و گواهی طی مراسمی در کاخ ریاست‌جمهوری در کی‌یف می‌شود.